# Tipula (Yamatotipula) ompoensis ompoensis
Tipula (Yamatotipula) ompoensis ompoensis is een ondersoort van de tweevleugelige Tipula (Yamatotipula) ompoensis uit de familie langpootmuggen (Tipulidae). De ondersoort komt voor in het Palearctisch gebied.